# A Page from Yesterday
A Page from Yesterday è un cortometraggio muto del 1914. Del film non si conoscono altri dati certi, né viene riportato il nome del regista.

## Produzione
Il film fu prodotto dalla Selig Polyscope Company.

## Distribuzione
Distribuito dalla General Film Company, il film - un cortometraggio in una bobina - uscì nelle sale cinematografiche statunitensi il 15 aprile 1914.